# XSP (Webサーバ)
XSPとは、MonoプロジェクトおよびGNOMEプロジェクトによりオープンソースで開発が行われているWebサーバ用ソフトウェア（またはWebサーバサービス）である。
マイクロソフトがWindows向けに開発・提供しているWebアプリケーションフレームワークであるASP.NETおよびASP.NET MVCを、LinuxやmacOSなどの様々なオペレーティングシステム (OS) 上で動かすことを主目的としている。XSPは、MonoおよびC#を用いて開発されており、Monoが動作する環境であればOSを問わず動作する。なお、Windows上であればマイクロソフト製のランタイムライブラリ (.NET Framework) でも動作する。さらにUNIX拡張機能を用いることでWindows上では動作しなくなるが、Unix系OS固有の機能を用いたWebシステムを構築することも可能となっている。
XSPは安定して動作するため単体のWebサーバとして用いることも可能である。ただし、マイクロソフトのInternet Information ServicesほどWebサーバとしての汎用性は追求していない。このため別途Webサーバなどと連携させて動作させることができ、例えばApache HTTP Serverではmod_monoモジュールを用いて連携を行う。また、MonoDevelopを用いてASP.NETアプリケーションを開発する際に、バックグラウンドで一時的に起動するデバッグ用Webサーバとしても用いられている。

## 設定例

### Apacheでの設定例
```
<IfModule
 
!mod_mono.c
>

    
LoadModule
 
mono_module
 
/usr/local/libexec/apache22/mod_mono.so

</IfModule>

<IfModule
 
mod_headers.c
>

    
Header
 
set
 
X-Powered-By
 
"Mono"

</IfModule>

#
 
MonoServerPathを明示しないと.NET
 
Framework
 
2.0ではなく
#
 
.NET
 
Framework
 
1.1が動いてしまう。
#
 
.NET
 
1.1
#MonoServerPath
 
/usr/local/bin/mod-mono-server
#
 
.NET
 
2.0
#MonoServerPath
 
/usr/local/mono/bin/mod-mono-server2
#
 
.NET
 
4.0
MonoServerPath
 
/usr/local/mono/bin/mod-mono-server4

####
MonoDebug
 
true

####
#MonoSetEnv
 
LANG=ja_JP.UTF-8

####
MonoAutoApplication
 
enabled

####
AddType
 
application/x-asp-net
 
.aspx
AddType
 
application/x-asp-net
 
.asmx
AddType
 
application/x-asp-net
 
.ashx
AddType
 
application/x-asp-net
 
.asax
AddType
 
application/x-asp-net
 
.ascx
AddType
 
application/x-asp-net
 
.soap
AddType
 
application/x-asp-net
 
.rem
AddType
 
application/x-asp-net
 
.axd
AddType
 
application/x-asp-net
 
.cs
AddType
 
application/x-asp-net
 
.vb
AddType
 
application/x-asp-net
 
.master
AddType
 
application/x-asp-net
 
.sitemap
AddType
 
application/x-asp-net
 
.resources
AddType
 
application/x-asp-net
 
.skin
AddType
 
application/x-asp-net
 
.browser
AddType
 
application/x-asp-net
 
.webinfo
AddType
 
application/x-asp-net
 
.resx
AddType
 
application/x-asp-net
 
.licx
AddType
 
application/x-asp-net
 
.csproj
AddType
 
application/x-asp-net
 
.vbproj
AddType
 
application/x-asp-net
 
.config
AddType
 
application/x-asp-net
 
.Config
AddType
 
application/x-asp-net
 
.dll
####
DirectoryIndex
 
index.aspx
DirectoryIndex
 
Default.aspx
DirectoryIndex
 
default.aspx

```